# Yelü Chucai

Kopf-Skulptur von Yelü Chucai in Wuyi Mountain Tee Theme Park

Yelü Chucai (chinesisch 耶律楚材, Pinyin Yēlǜ Chǔcái, W.-G. Yeh-lü Ch’u-ts’ai; mongolisch: Urtu Saqal; † Juni 1243), ein Angehöriger des Herrscherhauses der Kitan, war ein hoher Beamter des mongolischen Staates zur Zeit von Dschingis Khan und Ögedai Khan.

## Leben und Wirken
Er erreichte die Wiederbelebung des gesellschaftlichen Lebens in Nordchina und organisierte den mongolischen Staat durch folgende Maßnahmen: Rettung Kaifengs vor der Zerstörung und Verhinderung eines geplanten Massenmords in Nordchina (1234), Einführung der Steuer im Mongolenreich und Verbot des Erhebens willkürlicher Steuern, bestand auf der Einhaltung des Rechtsweges bei Streitigkeiten, ferner Sammlung von Bibliotheken zur Erziehung des Adels, Astrologe, Mediziner.

„Ihr könnt Steuern erheben für Landbesitz und Handel, aber auch mit Wein, Salz, Eisen und den Erzeugnissen der Berge und Sümpfe lässt sich Profit erzielen. Auf diese Weise gewinnt Ihr in einem einzigen Jahr 500.000 Unzen Silber, 80.000 Ballen Seide und 400.000 Getreidesäcke. Wie kann man nur behaupten, dass die Chinesen Euch nichts nützen!“

Yelü Chucai konnte aber nicht verhindern, dass 1239 die Steuern in Nordchina durch einen neuen Verwalter  auf das Doppelte erhöht wurden. Er wurde mehrfach von den Traditionellen am mongolischen Hof angefeindet, so dass die von ihm gerade erst eingeführte Prüfung der Staatsbeamten (in China längst Tradition) wieder abgeschafft wurde.